# Кэмпбелл, Ронни
Рональд Кэмпбелл (англ. Ronnie Campbell, 14 августа 1943 года — 23 февраля 2024 года) — британский политик-лейборист, член парламента от Блит-Вэлли с 1987 по 2019 год.

## Биография
Рональд Кэмпбелл родился в Тайнмуте и рос с семью братьями и сестрами. Он учился в средней школе округа Блит-Ридли, но бросил школу в 14 лет, чтобы стать шахтёром. До того, как быть избранным в парламент, он был советником в округе Крофт, округ Блит, Нортумберленд с 1969 года и имел должность в Национальном союзе горняков. Он был шахтером с 1958 по 1986 год, возглавлял пикеты во время забастовки шахтеров 1984—1985 годов и дважды был арестован.
Впервые избран депутатом от Блит-Вэлли на всеобщих выборах 1987 года, победив соперника с перевесом в 853 голоса. Он часто голосовал против предложений правительства Блэра по таким вопросам, как война в Ираке. Кэмпбелл был ярым социалистом. Когда правительство национализировало Northern Rock в 2008 году, Кэмпбелл объявил его «Народным банком» и открыл в нём счёт.
В мае 2009 года, во время громкого скандала с расходами депутатов, Кэмпбелл согласился вернуть более 6000 фунтов стерлингов из 87 729 фунтов стерлингов, которые он получил за мебель в своем лондонском доме.
Кэмпбелл голосовал за Энди Бернема на выборах руководства Лейбористской партии 2010 года после отставки Гордона Брауна. Он критиковал руководителя Лейбористской партии Эда Милибэнда, называя его «правым». В 2013 году он был в числе 22 депутатов-лейбористов (из 255), проголосовавших против однополых браков.
После переизбрания в мае 2015 года Кэмпбелл объявил, что уйдет в отставку накануне следующих всеобщих выборов, но этого не сделал.
Кэмпбелл был одним из 36 депутатов-лейбористов, выдвинувших кандидатуру Джереми Корбина на выборах руководства лейбористов в 2015 году, и одним из немногих депутатов-лейбористов, публично поддержавших выход из Европейского союза. Кэмпбелл продолжал поддерживать Brexit и голосовал против попыток отсрочить его на последующих парламентских выборах. Он обосновал свою позицию, отметив, что «я — уходящий, и всегда им был. Депутаты избираются, в отличие от бюрократов ЕС, и если людям не нравится, как голосуют депутаты, они могут избавиться от нас, и именно так это и должно работать».
Кэмпбелл был одним из 13 депутатов, проголосовавших против проведения всеобщих выборов 2017 года. Ранее заявляя, что уйдет на следующих выборах, он изменил свое мнение, заявив: «Я намеревался уйти на следующих всеобщих выборах, однако из-за обстоятельств, возникших после объявления о внеочередных выборах, я решил снова баллотироваться от Блит-Вэлли».
В июне 2019 года Кэмпбелл подтвердил, что уйдет с поста депутата на следующих выборах, которые позже были подтверждены на декабрь 2019 года. Впоследствии он заявил, что поддержит сделку консервативного правительства о выходе из Европейского союза.
Кэмпбелл был членом группы Socialist Campaign, социалистической левой группы депутатов-лейбористов.
В 1967 году Кэмпбелл женился на Дейдре Макхейл, сотруднице Совета графства Нортумберленд. У них было пять сыновей, в том числе близнецы, и одна дочь. Пока Кэмпбелл был депутатом, он установил контакты со своим сводным братом Эриком Макгроу, которого он не знал, потому что тот был усыновлён другими людьми.
В сентябре 2016 года Кэмпбелл прошёл курс химиотерапии — у него диагностировали рак желудка. Он вернулся в парламент 30 ноября 2016 года и участвовал во встрече премьер-министра с депутатами.
В свободное время увлекался скачками.
Ронни Кэмпбелл скончался 23 февраля 2024 года в возрасте 80 лет.